# 9 de Octubre
Der 9 de Octubre Fútbol Club, kurz 9 de Octubre genannt, ist ein Sportverein mit Sitz in Guayaquil, Ecuador. Der Verein ist vor allem für seine Fußballmannschaft bekannt. Seine Heimspiele trägt die Fußballmannschaft im Estadio Modelo Alberto Spencer Herrera aus.

## Geschichte
Der Club wurde am 18. April 1926 als Club 9 de Octubre gegründet. Der Name des Clubs erinnert an das Datum, an dem die Provinz Guayas mit ihrem Sitz in Guayaquil ihre Unabhängigkeit von Spanien erklärte (9. Oktober).
Im Jahr 1965 wurde die Mannschaft nationaler Vizemeister, was ihr die Teilnahme an der ersten Copa Libertadores ermöglichte. In den Jahren 1983 und 1984 wurde die Mannschaft erneut Vizemeister, was als Höhepunkt der fußballerischen Erfolge des Vereins angesehen wird. Danach erlebte der Verein einen Niedergang und stieg im ecuadorianischen Ligasystem bis in die dritte Fußballliga, die Segunda Categoría, ab.
Im Jahr 2020 gewann 9 de Octubre die Serie B und kehrte nach 25 Jahren Abwesenheit wieder in die höchste Spielklasse Ecuadors zurück, verblieb dort nach einer ersten guten Saison bis 2022, in der das Team als Tabellenletzter der Gesamttabelle wieder den Gang in die Zweitklassigkeit antreten musste.

## Erfolge
- Ecuadorianischer Vizemeister: 1965, 1983, 1984
- Ecuadorianischer Zweitligameister: 2020

## Bekannte Spieler
- Víctor Guaglianone (1965)
- Jairzinho (1982–1983)